# Pseudopupille

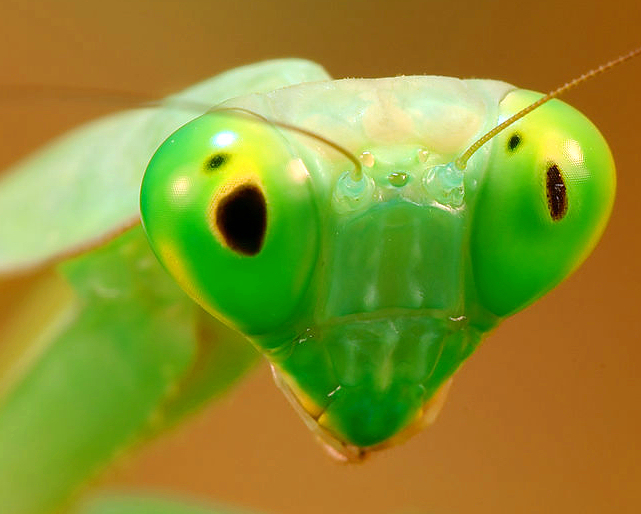
Nahaufnahme des Kopfes einer Grünen Schildmantis (Rhombodera basalis), die die schwarzen Pseudopupillen in den Facettenaugen zeigt.

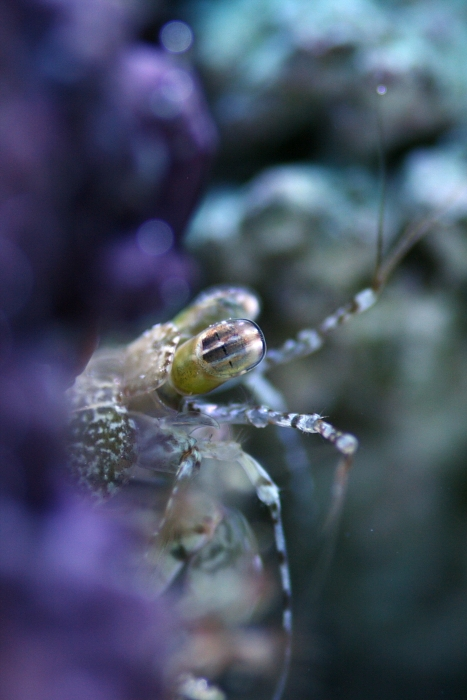
Fangschreckenkrebs Pseudosquilla ciliata mit drei Pseudopupillen aufgrund eines geteilten Facettenauges

Als Pseudopupille (dt. „Scheinpupille“) wird ein Effekt bei Facettenaugen bezeichnet, der Ommatidien (Einzelaugen) schwarz erscheinen lässt und somit den Eindruck einer Pupille erweckt. Die schwarzen Flecken entstehen dort, wo Licht senkrecht auf parallel liegende Ommatidiengruppen trifft und absorbiert wird. Der Eindruck eines beweglichen Augapfels wird verstärkt, da durch Bewegung des gesamten Kopfes oder Veränderung des Blickwinkels des Betrachters die Pseudopupille über die Augenoberfläche wandert.
Der Begriff „Pseudopupille“ geht auf Franz von Leydig (1864) zurück. Das Phänomen wurde 1891 ausführlich von Siegmund Exner beschrieben.